# In de nacht (Shah)
In de nacht is een lied van het Belgische rapper Shah. Het werd in 2022 als single uitgebracht. 

## Achtergrond
In de nacht is geschreven door Sha Mohammadi, Bryan du Chatenier en Rangel Silaev en geproduceerd door Trobi. Het is een nummer dat past in de genres nederhop, hip house en house. In het lied rapt Shah over verschillende zaken die hem bezighouden tijdens een avondje uit, zoals of hij wel met de vrouw wil zijn waar hij nu mee is en over hoe dronken hij wel niet is. Het is de eerste en anno 2023 de enige hit uit de carrière van Shah.

## Hitnoteringen
Shah had bescheiden succes met het lied in Nederland. Het stond op de 97e plaats van de Single Top 100 in de enige week dat het in deze hitlijst te vinden was. De Top 40 en haar Tipparade werden niet bereikt.